# Katarzyna Skrzynecka
Katarzyna Barbara Skrzynecka primo voto Urbańska (ur. 3 grudnia 1970 w Warszawie) – polska aktorka, piosenkarka, autorka tekstów, kompozytorka, prezenterka telewizyjna i osobowość telewizyjna.
Jako aktorka zadebiutowała rolą w filmie Pewnego letniego dnia (1985). Do najważniejszych ról w jej aktorskiej karierze należą występy w spektaklach: Metro, Chicago, Miss Saigon oraz serialach: Wow, Bao-Bab, czyli zielono mi, Bulionerzy, Kopciuszek i Na dobre i na złe. Od 1998 wydała sześć albumów studyjnych: Pół księżyca (1998), Oszaleli Anieli (1999), Kameleo (2001), Koa (2005), Moja kolekcja (2007) i For Tea (2011). Z dubbingu została zapamiętana jako bohaterka animowanych filmów Walta Disneya: Bella z Pięknej i Bestii w pierwszej wersji dubbingu i Dżasmina w Aladynie, a także wykonawczyni piosenki „Miłość rośnie wokół nas” w Królu Lwie.
Uczestniczyła, prowadziła bądź była jurorką w kilku telewizyjnych programach rozrywkowych i wystąpiła w dwóch ogólnopolskich kampaniach reklamowych.

## Życiorys

### Rodzina i edukacja
Jest jedynym dzieckiem Marii Magdaleny (1943–2008) z Kowalskich i Włodzimierza Skrzyneckich. Jej ojciec jest inżynierem, a matka była technikiem dentystycznym. Matka była bratanicą ciotki Gene’a Gutowskiego.
Po zdaniu matury w XVII Liceum Ogólnokształcącym w Warszawie wyjechała na stypendium do Paryża. Ukończyła naukę na Wydziale Fortepianu i Wokalistyki Szkoły Muzycznej II stopnia w Warszawie. W 1993 obroniła dyplom na Akademii Teatralnej w Warszawie.

### Kariera aktorska
Jako aktorka zadebiutowała rolą w filmie Jakuba Rucińskiego Pewnego letniego dnia (1985), później wystąpiła także w filmie Leszka Wosiewicza Cynga (1991). W 1993 otrzymała nagrodę im. Zbyszka Cybulskiego.
W 1992 zadebiutowała na scenie Teatru Dramatycznego w Warszawie główną rolą w musicalu Metro. W 1993 po raz pierwszy wystąpiła w Teatrze Telewizji, grając tytułową rolę w Tessie Edwarda Dziewońskiego. Następnie zagrała Alinę w spektaklu Teatru Telewizji Balladyna (reż. Janusz Wiśniewski). W latach 1993–2004 występowała w spektaklach Teatru Powszechnego w Warszawie. W 1996 została aktorką Teatru Komedia w Warszawie, poza tym występowała gościnnie w stołecznych teatrach: Roma, Syrena i Bajka.
W serialu po raz pierwszy pojawiła się jako Kate Bates w polsko-niemieckiej produkcji młodzieżowej Wow (1994) w TVP2. Rozpoznawalność wśród telewidzów zyskała dzięki występom w serialach emitowanych w TVP1: Bao-Bab, czyli zielono mi (2003) jako colonel Carol Kowalsky i Bulionerzy (2004–2006) jako Irena Murawska, jedna z bogatych sąsiadek głównych bohaterów tej komedii. Zagrała Annę w serialu Kopciuszek (2006–2007) w TVP2. Od 2020 gra dr Alinę Fisher w serialu Na dobre i na złe w TVP2.
W 2012 wystąpiła w jednym odcinku improwizowanego teatru telewizyjnego Spadkobiercy w TV4. Od 2021 należy do kabaretu PanDemon.

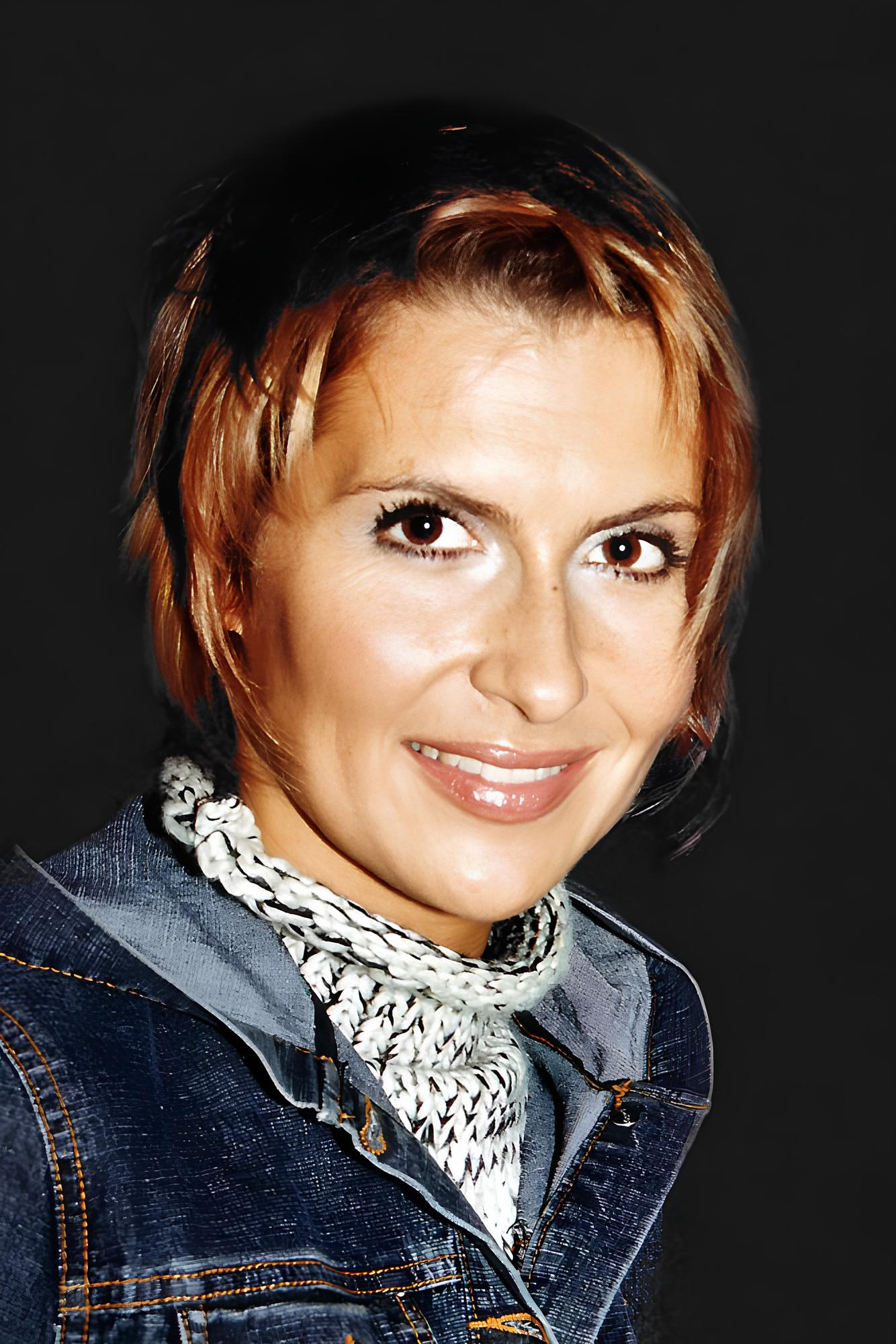
Skrzynecka (2003)

### Kariera muzyczna
W 1988 zdobyła Grand Prix Festiwalu Piosenki Francuskiej w Lubinie. W 1990 za interpretację utworu Włodzimierza Korcza „Spacer w chmurach” zdobyła Nagrodę im. Anny Jantar i „Bursztynową Paterę” w konkursie „Debiutów” na 27. Krajowym Festiwalu Piosenki Polskiej w Opolu.  W 1994 z piosenką „Sen” zajęła trzecie miejsce w konkursie „Premier” podczas 30. KFPP w Opolu.
W 1998 zadebiutowała fonograficznie albumem studyjnym pt. Pół księżyca, następnie wydała płyty: Oszaleli Anieli (1999) i Kameleo (2001). W 2005 wydała album pt. Koa, a w 2007 – składankę pt. Moja kolekcja.
W 2009 z utworem „Amazing” została finalistką programu Piosenka dla Europy 2009 stanowiącego finał polskich eliminacji do 54. Konkursu Piosenki Eurowizji. Choć była jedną z faworytek fanów do zwycięstwa, to została zdyskwalifikowana przed udziału w finale z powodu złamania regulaminu; zaśpiewała piosenkę publicznie przed 1 września 2008, tj. w listopadzie 2007 podczas jednego z odcinków programu Taniec z gwiazdami. Utwór umieściła na albumie pt. For Tea, który wydała w 2011.

### Kariera w mediach
Jej zdjęcie zostało umieszczone w kalendarzu na rok 2002 wydanym przez redakcję czasopisma „Maxim”.
Telewizja Polsat w sierpniu 2004 podała, że Skrzynecka będzie uczestniczyć w piątej edycji programu Bar, co zostało zdementowane przez aktorkę. Wiosną 2005 uczestniczyła w pierwszej edycji programu rozrywkowego Taniec z gwiazdami w TVN. W 2008 zagrała w charytatywnym wydaniu teleturnieju Milionerzy. W 2012 uczestniczyła w jednym z odcinków programu rozrywkowego Kilerskie karaoke w Eska TV. W 2014 zwyciężyła w finale pierwszej edycji programu rozrywkowego Twoja twarz brzmi znajomo w telewizji Polsat, a wiosną 2024 zajęła piąte miejsce w specjalnej edycji z udziałem najlepszych uczestników poprzednich sezonów. W 2016 uczestniczyła w programie Top Chef. Gwiazdy od kuchni.
Od jesieni 2005 do jesieni 2010 współprowadziła 11 edycji programu Taniec z gwiazdami, za co w 2006 i 2007 była nominowana do Telekamery w kategorii „rozrywka”. Prowadziła programy w telewizji Polsat Café: Miłości jak z powieści (2011) i 7 życzeń (2012). W 2013 współprowadziła drugą edycję programu Polski turniej wypieków w TLC Polska.
W latach 2014–2022 była jurorką programu Twoja twarz brzmi znajomo.

## Wpływ na popkulturę

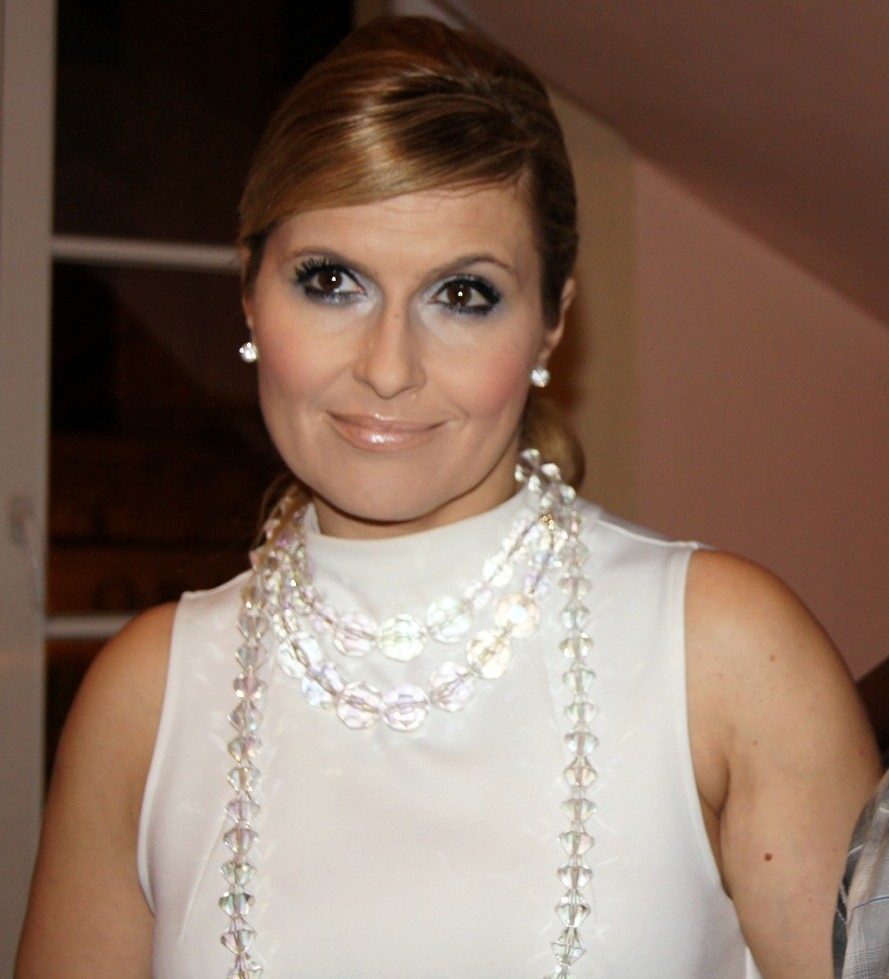
Skrzynecka (2013)

W 2003 fraza „Katarzyna Skrzynecka” była szóstym najczęściej wyszukiwanym hasłem w wyszukiwarce Google w kategorii „najpopularniejsze aktorki polskie”, a w 2005 – siódmym. W 2006 uplasowała się na 20. miejscu rankingu największych gwiazd polskiego show-biznesu sporządzonego na zlecenie TNS OBOP. W 2007 zajęła siódme miejsce w rankingu najpopularniejszych prezenterek sporządzonym wśród internautów przez Pentagon-Research.
W 2004 została ambasadorką akcji „Antykoncepcja codziennie, czy raz w tygodniu. Ja już wybrałam” firmy Headlines i podjęła współpracę z organizacją WWF. W 2005 wsparła akcję „Przyjazny dentysta” Colgate-Palmolive Polska.
Wystąpiła w kampanii reklamowej firmy żywieniowej Profi (2006), loterii „Przyjaciółkowe Koło Fortuny MAX” (2006) i hotelu Słoneczny Zdrój Medical SPA&Wellness (2016).

## Życie prywatne
Była zaręczona z piosenkarzem Feridem Lakhdarem, ale w lutym 2002 rozstała się z nim po dwóch latach związku. 26 kwietnia 2003 w kościele św. Anny w Wilanowie poślubiła Zbigniewa Urbańskiego (ur. 1 lutego 1969), ówczesnego komisarza Komendy Głównej Policji, z którym 15 marca 2007 się rozwiodła, a w 2015 uzyskała stwierdzenie nieważności małżeństwa. 19 czerwca 2009 wyszła za Marcina Łopuckiego (ur. 5 listopada 1974), mistrza Polski i Europy w fitnessie, z którym związana jest od 2007. Ma z nim córkę, Alikię Ilię (ur. 23 listopada 2011) i jest macochą dla Pauli Łopuckiej, córki męża z poprzedniego związku.
W 2002 poparła kandydaturę Jarosława Duszewskiego (SLD) w wyborach na prezydenta Gdyni, nagrywając dla celów jego kampanii wyborczej utwór „Niech cię wiedzie dobry duch” (Duch to pseudonim Duszewskiego).
W listopadzie 2004, na łamach jednego z numerów „Faktu”, ukazał się artykuł pt. „Skrzynecka na oczach swojego męża mizdrzy się do kochanka”. Zainteresowana wytoczyła proces wydawcy gazety (Ringier Axel Springer Polska) oraz redaktorowi naczelnemu dziennika, domagając się przeprosin i 100 tys. zł. zadośćuczynienia za pomówienia w stosunku do jej osoby. Sprawa zakończyła się ugodą, a „Fakt” zobowiązał się do opublikowania oświadczenia o wyrazach ubolewania za naruszenie dóbr osobistych.

## Filmografia

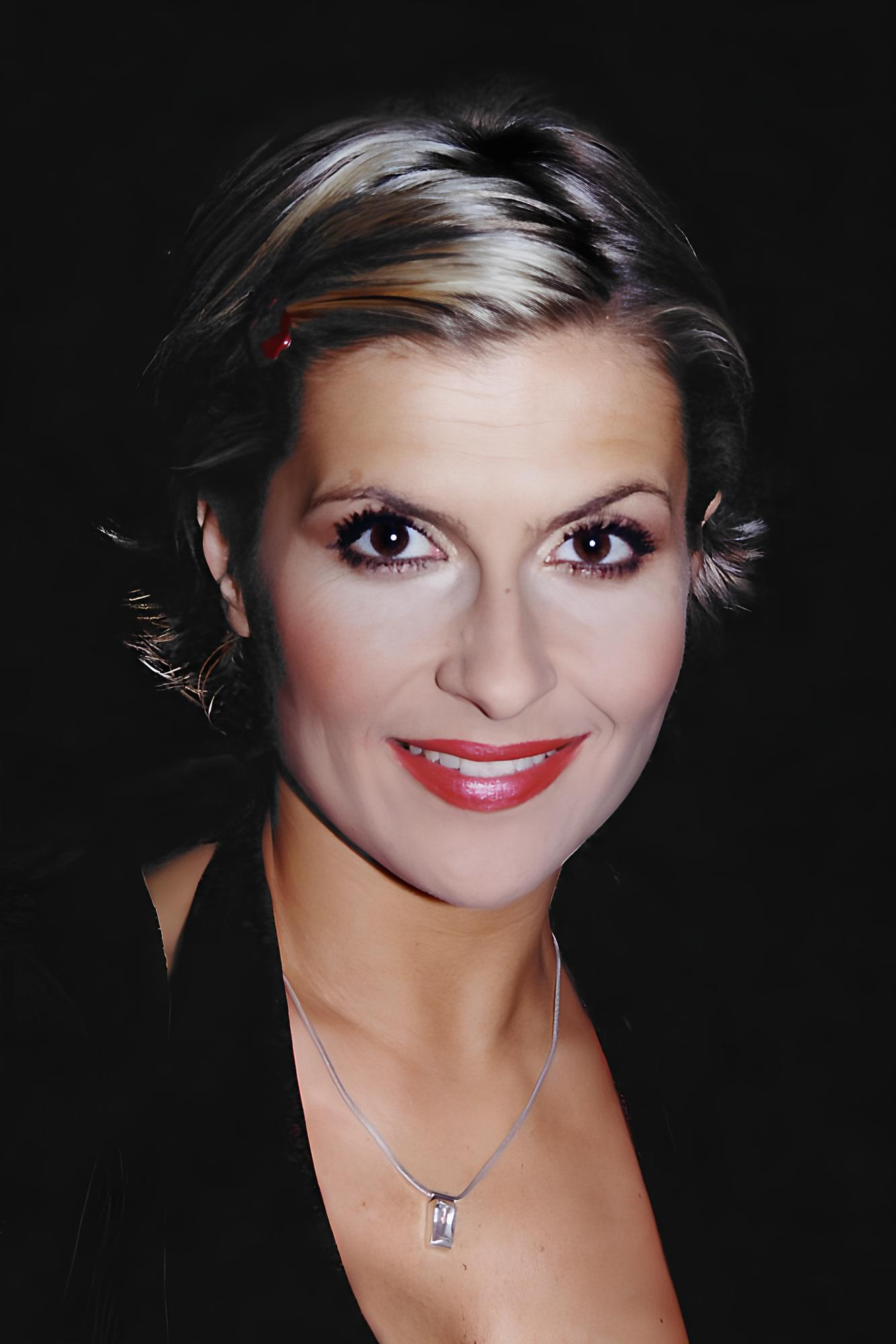
Skrzynecka (2002)

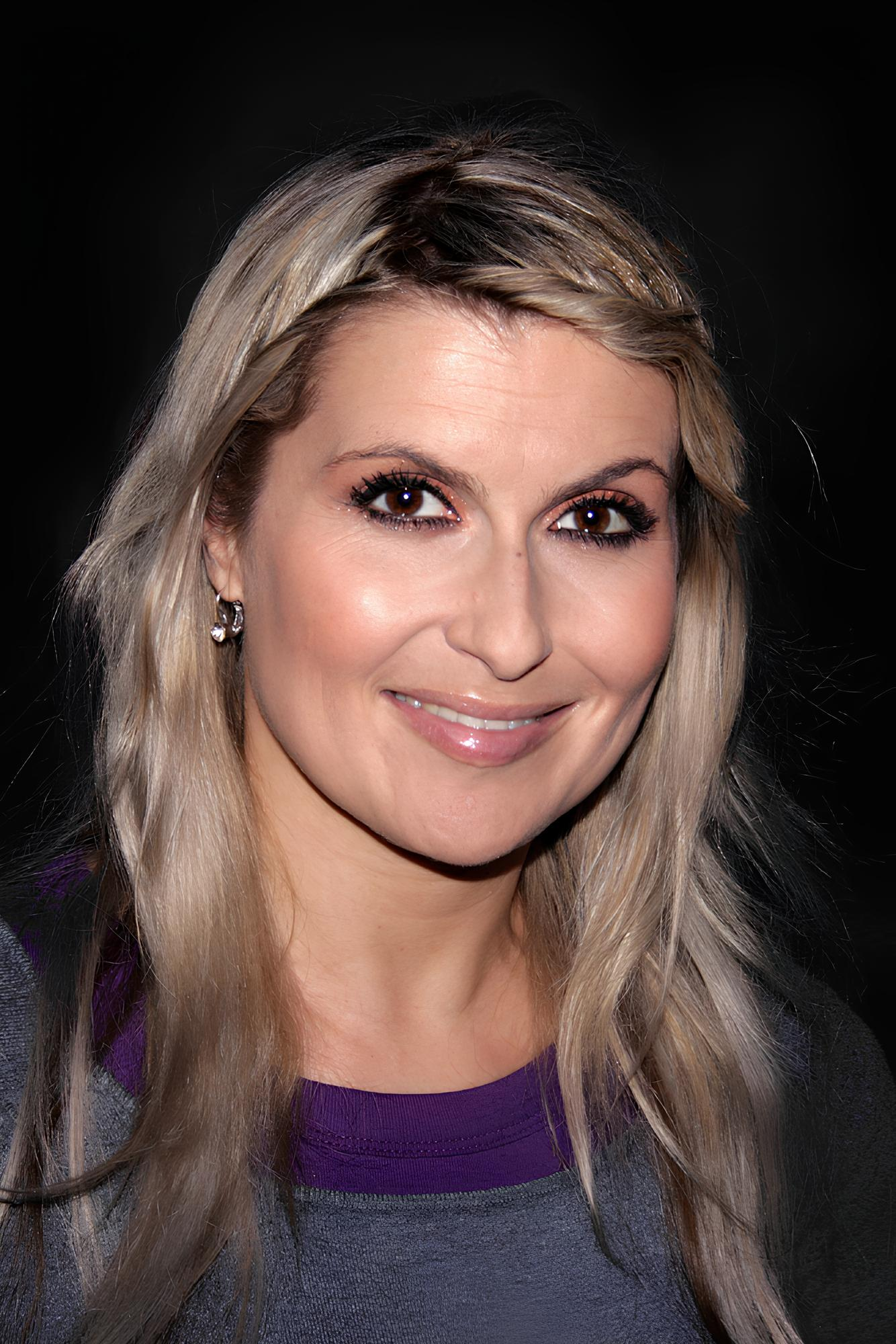
Skrzynecka (2014)

### Filmy i seriale
- 1985: Pewnego letniego dnia... – narkomanka Julcia
- 1991: Cynga – dziewczyna poznana przez Andrzeja przed aresztowaniem
- 1992: Pamiętnik znaleziony w garbie – młoda Maria, żona Ewalda
- 1993: Nowe przygody Arsena Lupina (odc. 1)
- 1993: Straszny sen Dzidziusia Górkiewicza – Ewa Górkiewicz, wnuczka „Dzidziusia”
- 1993: Wow – Kate Bates
- 1994: Podróż na wschód – Ewa
- 1996: Nocne graffiti – dziennikarka Agnieszka Walewska
- 1997: Księga wielkich życzeń – siostra Milena
- 1997: Królowa złodziei – Guillemette
- 1999–2000: Czułość i kłamstwa – Magdalena Domagała, instruktorka w fitness clubie
- 1999: Lot 001 (odc. 13)
- 1999: Trzy szalone zera – mama Oli
- 2000: Duża przerwa – Julia Rubin „Bella”, nauczycielka języka francuskiego
- 2000: Graczykowie – nauczycielka Malinki (odc. 25, 36)
- 2000: Sukces – dziennikarka Monika Grzebień
- 2001: Listy miłosne – Celina, siostra Teresy
- 2001: Na dobre i na złe – Iza, była żona Kryńskiego (odc. 85)
- 2002: Lokatorzy – Simona (odc. 82)
- 2003: Bao-Bab, czyli zielono mi – colonel Carol Kowalsky (odc. 5–11)
- 2003: Na Wspólnej – Patrycja, narzeczona Krzysztofa Burzy (odc. 135, 147)
- 2004–2006: Bulionerzy – Irena Murawska
- 2004: Pensjonat pod Różą – piosenkarka Karina Bartoś (odc. 6)
- 2006–2007: Kopciuszek – Anna
- 2007: Twarzą w twarz – gwiazda (odc. 7)
- 2008: Daleko od noszy – profesor Ewa Wilczur (odc. 155)
- 2008: I kto tu rządzi? – Genevieve Dupont (odc. 43)
- 2008: Niania – Zdenka, przyrodnia siostra Skalskiego (odc. 110)
- 2012–2013: Na krawędzi – Beata, pierwsza żona Zawady (odc. 8, 12)
- 2014: Komisarz Alex – Rebeka Stein (odc. 66)
- 2018: Oko za oko – Grażyna, matka Romana, dawny kolegi ze studiów Konstantego Litwickiego (odc. 16, 17, 18)
- 2019: Miłość na zakręcie – Helena (odc. 53, 54, 55, 57)
- 2019: Miszmasz, czyli kogel-mogel 3 – Marlena Wolańska
- 2019: W rytmie serca – Marianna, blogerka kulinarna goszcząca w Kazimierzu Dolnym na zaproszenie Antoniego Barańskiego (odc. 54)
- od 2020: Na dobre i na złe – doktor Alina Fisher, przyrodnia siostra Kasi Smudy
- 2021: Koniec świata, czyli kogel-mogel 4 – Marlena Wolańska

### Dubbing
- 1993: Piękna i Bestia (pierwsza wersja dubbingowa) – Bella
- 1993: Kroniki młodego Indiany Jonesa – Fernanda Olivier (odc. 19)
- 1993: Aladyn – księżniczka Dżasmina
- 1994: Król lew – dorosła Nala (partie wokalne)
- 1995–1996: Aladyn – księżniczka Dżasmina (odc. 1-40)
- 1998: Anastazja (pierwsza wersja dubbingowa) – Anja / Anastazja Nikołajewna Romanowa
- 2005: Magiczna karuzela – Euralia
- 2007–2008: Magiczna karuzela – Euralia
- 2019: Ralph Demolka w internecie – księżniczka Dżasmina

## Reklamy telewizyjne
- 2006: pasztety firmy Profi[45]
- 2006: loteria „Przyjaciółkowe Koło Fortuny MAX”[48]
- 2016: kampania reklamowa hotelu Słoneczny Zdrój Medical SPA&Wellness[49]

## Teatr
- 1992: Metro
- 1994: Czarna komedia
- 1995: Fernando Krapp napisał do…
- 1996: Makbet
- 1996: Ildefonsjada
- 1997: Evita
- 1997: Cyrano (musical)
- 1998: Żelazna konstrukcja
- 2000: Polaków życie seksualne
- 2001: Stosunki na szczycie
- 2002: Chicago
- 2002: Miss Saigon
- 2003: Łóżko pełne cudzoziemców
- 2004: Sztuka kochania
- 2006: Stepping out
- 2008: Sceny dla dorosłych, czyli sztuka kochania
- 2010: I tak Cię kocham
- 2011: Sex, metro i mp3
- 2013: Klatka wariatek

### Teatr TV
- 1993: Tessa – Tessa
- 1993: Balladyna – Alina
- 1995: Gułag
- 1997: Kram z piosenkami
- 1999: Człowiek we fraku

## Dyskografia

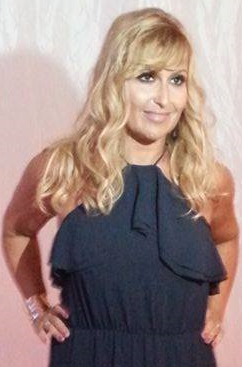
Skrzynecka (2016)

### Albumy studyjne
| Rok  | Tytuł           |
| ---- | --------------- |
| 1998 | Pół księżyca    |
| 1999 | Oszaleli Anieli |
| 2001 | Kameleo         |
| 2005 | Koa             |
| 2007 | Moja kolekcja   |
| 2011 | For Tea         |

### Single
- Jako główny artysta

| Rok                            | Tytuł                                               | Pozycja na liście | Pozycja na liście |
| Rok                            | Tytuł                                               | WiR               | LP3               |
| ------------------------------ | --------------------------------------------------- | ----------------- | ----------------- |
| 1998                           | „Szkoda naszych łez”                                | 7                 | 35                |
| 1998                           | „Kiedy rozum śpi”                                   | –                 | –                 |
| 1999                           | „Wciąż jeszcze wierzę w nas”                        | –                 | –                 |
| 1999                           | „Oszaleli Anieli”                                   | 5                 | –                 |
| 2001                           | „Czemu nie?”                                        | –                 | –                 |
| 2001                           | „Piro-song”                                         | –                 | –                 |
| 2005                           | „Zacząć jeszcze raz”                                | –                 | –                 |
| 2005                           | „All in the Scheme of Things” (oraz Gordon Haskell) | –                 | –                 |
| 2005                           | „Share Your Life”                                   | –                 | –                 |
| 2006                           | „W sieci kłamstw” (oraz Liroy)                      | –                 | –                 |
| 2007                           | „Twarda sztuka”                                     | 9                 | –                 |
| 2007                           | „Amazing”                                           | –                 | –                 |
| „–” pozycja nie była notowana. |                                                     |                   |                   |

- Z gościnnym udziałem

| Rok  | Wykonawca/album                                                  | Utwór        | Źródło |
| ---- | ---------------------------------------------------------------- | ------------ | ------ |
| 2009 | Mezo – Słowo ma moc - Data: 19 kwietnia 2009 - Wydawca: My Music | - „Opluj.pl” | [ 61 ] |

Utwory dla innych artystów
| Rok  | Wykonawca        | Album      | Utwór         | Uwagi | Źr.    |
| ---- | ---------------- | ---------- | ------------- | ----- | ------ |
| 2015 | Sława Przybylska | Pastorałki | „Daleko stąd” | słowa | [ 62 ] |

## Nagrody, wyróżnienia i nominacje
- 1988 – Grand Prix na Festiwalu Piosenki Francuskiej w Lubinie[9]
- 1990 – 1. miejsce w koncercie „Debiuty” podczas XXVII KFPP w Opolu
- 1993 – Nagroda im. Zbyszka Cybulskiego
- 1994 – 3. miejsce w kategorii piosenki premierowej na XXXI KFPP w Opolu
- 1995 – 1. miejsce w plebiscycie publiczności na najlepszą aktorkę Spotkań (z Anną Polony) na XXXIV Rzeszowskich Spotkaniach Teatralnych
- 2006 – Złote Dzioby Radia Wawa w kategorii Wydarzenie roku
- 2006 – Telekamery 2006 – nominacja w kategorii Rozrywka[28]
- 2007 – Telekamery 2007 – nominacja w kategorii Rozrywka[29] (3. miejsce z wynikiem 45 453 głosów)[63]
- 2007 – Wybitna Osobowość Muzyczna
- 2015 – Plejada Top Ten w kategorii Niezniszczalni[64]
- 2020 – Telekamery 2020 – nominacja w kategorii Juror
- 2021 – Telekamery 2021 – nominacja w kategorii Juror